# John Thompson Whitaker
John Thompson Whitaker (25 de gener de 1906 – 11 de setembre de 1946) va ser un escriptor i periodista nord-americà que feu de corresponsal a l'estranger de diversos diaris nord-americans.

## Família i estudis
Fill de Lawson Spires i Thulie Thompson, John T. Whitaker va estudiar periodisme a la Universitat del Sud, a Sewanee, Tennessee, i començà a treballar com a reporter al Chattanooga News. Després s'incorporà al New York Herald Tribune, que l'envià com a corresponsal a Ginebra (Suïssa), entre 1931 i 1935, per informar sobre la Societat de Nacions.
El seu germà Spires Whitaker treballà com a metge per a l'exèrcit nord-americà durant la Segona Guerra Mundial.

## Corresponsal de guerra

### Guerra d'Abissinia
A principis de 1936, va cobrir la Segona Guerra Italo-Abissina per a la  CBS, acompanyant les tropes italianes. El govern de Benito Mussolini li va concedir la Croce di Guerra ("Creu de guerra") pel seu reportatge sobre la conquesta d'Etiòpia.

### Guerra civil espanyola
Després la CBS el destinà a Espanya per a cobrir la guerra civil, entrant al país cap al 10 de setembre de 1936.

El seu do de gents va facilitar que diferents líders rebels s'hi confiessin. En aquests sentit, afirmà haver entrevistat el general Yagüe, que suposadament havia declarat haver afusellat a 4.000 republicans a Badajoz  a l'anomenada Massacre de Badajoz.
-És clar que els vàrem afusellar. Què esperava? Suposava que portaria 4.000 rojos amb mi mentre la meva columna avançava a contrarellotge? Suposava que els deixaria lliures a la meva esquena i deixar que tornessin a edificar una Badajoz roja?
També va afirmar haver entrevistat Mohamed Mizzian, un general dels regulars, indicant que Mizzian va donar dues adolescents capturades, una trobada amb carnet de sindicat, a una quarantena de les seves tropes per violació massiva prop de Navalcarnero. Whitaker va descriure que Mizzian "va somriure quan li vaig protestar. "Oh, no viuran més de quatre hores", respongué".

I també obtingué unes declaracions polèmiques del portaveu dels rebels, el Gonzalo de Aguilera Munro:
Hem de matar, matar; sap vostè? Són com animals, sap?, i no cal esperar que es lliuren del virus del bolxevisme. Al cap i a la fi, rates i polls són els portadors de la pesta. Ara espero que comprengui vostè què és el que entenem per regeneració d'Espanya... El nostre programa consisteix... a exterminar un terç de la població masculina d'Espanya, amb això es netejaria el país i ens desfaríem del proletariat, a més també és convenient des del punt de vista econòmic. No tornarà a haver atur a Espanya, ...se n'adona?.

### Segona guerra mundial
A mitjans de 1939, treballà per al Chicago Daily News i el New York Post cobrint la Segona Guerra Mundial. Des de Roma informà de la guerra i de les activitats del Partit Nacional Feixista. Demòcrata convençut, els seus articles criticaven les atrocitats dels règims de Mussolini i Hitler, un fet que causà que el 1941 el règim feixista l'ordenés marxar d'Itàlia, La revista Time informà que els articles de Whitaker eren "desagradables" al govern. Atès que li havien atorgat la Creu de Guerra Italiana cinc anys abans, els funcionaris indicaren a Whitaker que no tenien "res personal" contra ell i li van aconsellar: "No estàs expulsat, però has de marxar. " Tot i això, en John T. Whitaker va insistir a ser expulsat formalment.
Als Estats Units va ser considerat un dels corresponsals de major credibilitat en els anys que va exercir com a reporter. Va continuar col·laborant amb premsa escrita per a altres mitjans com The Saturday Evening Post i The New York Times i va escriure diversos llibres basats en les seves experiències, considerats tot un referent històric. Va morir en 1946, als 40 anys d'edat, en la seva localitat natal de Chattanooga.

## Llibres
- La por va arribar a Europa . Hamish Hamilton, Londres, 1937.
- Amèrica al Sud . The MacMillan Company, Nova York, 1939.
- Preludi de la Guerra Mundial. Un testimoni d'Espanya . Afers Exteriors, vol. 21, n.° 1, octubre de 1942.
- No podem escapar de la història . The Macmillan Company, Nova York, 1943.